# アフメド・ブカティール
アフメド・ブカティール（アラビア語: أحمد بوخاطر、英語: Ahmed Bukhatir、1975年10月16日 - ）は、アラブ首長国連邦の歌手（ナシード）、実業家、政治家。
父親は実業家のアブドゥル・ラフマン・ブカティール。

## 概要
アラブ首長国連邦シャールジャで10人兄弟の5人目として生まれ、同地のイスラミック・センターで過ごし、タジュウィードを学んだ。1999年にアル・アイン科学技術大学（アル・アイン大学）を卒業し、20歳でプロの歌手としてデビューし、2000年に最初のアルバム『Entasaf Al-Layl』をリリースした。シャリーアに従い、楽器を使わずに歌っている。そのほか、イスラム教のナシードだけでなく、地域の社会問題に焦点を絞ったナシードもある。

### 実業家・政治家としての活動
29歳でプロマックスMEのCEOに就任し、マクファデン・グループの会長を務めている。政治家としては、上院議員としてシャールジャの評議会のメンバーに就任している。UAEの通信会社 "Du Telecom "のブランドアンバサダーを務める。